# پی‌اس‌آر جی۱۷۴۸–۲۴۴۶ای‌دی
پی‌اس‌آر جی۱۷۴۸–۲۴۴۶ای‌دی یک ستاره است که در
صورت فلکی کمان قرار دارد و
سریع‌ترین تپ‌اختر چرخان تاکنون شناخته شده با سرعت ۷۱۶ هرتز (بار در ثانیه) یا ۴۲۹۶۰ دور در دقیقه است. این تپ‌اختر توسط جیسون دبلیو. تی. هسلز از دانشگاه مک‌گیل در ۱۰ نوامبر ۲۰۰۴ کشف شد و در ۸ ژانویهٔ ۲۰۰۵ وجود آن مورد تأیید قرار گرفت.
جرم ستاره‌های نوترونی در محدودهٔ معمول خود کمتر از دو برابر جرم خورشید است. با فرض معمولی بودن این ستارهٔ نوترونی، شعاع آن کمتر از ۱۶ کیلومتر خواهد بود و با سرعت تقریبی ۲۴٪ از سرعت نور یا (بیش از ۷۰٬۰۰۰ کیلومتر در ثانیه در استوای خود) خواهد داشت.
این تپ‌اختر در یک خوشهٔ کروی از ستاره‌ها به نام ترزان ۵ واقع شده است که تقریباً ۱۸۰۰۰ سال نوری از زمین در صورت فلکی کمان فاصله دارد. این بخشی از یک ستاره دوتایی است و دچار گرفتگی‌های منظم با بزرگی گرفتگی حدود ۴۰٪ می‌شود. مدار آن بسیار دایره‌ای است و دوره تناوب آن ۲۶ ساعت است.
جرم دیگر در این سامانه با حداقل ۰٫۱۴ جرم خورشیدی و شعاع آن ۵–۶ شعاع خورشیدی است. هسلز و همکارانش بر این باورند که ستارهٔ همدم ممکن است یک «ستارهٔ رشته اصلی متورم باشد که احتمالاً هنوز لب روش خود را پر می‌کند». هسلز و همکارانش در ادامه حدس می‌زنند که تابش گرانشی از این تپ‌اختر ممکن است توسط رصدخانهٔ LIGO قابل تشخیص باشد.